# 스타를 벗겨라
《스타를 벗겨라》(Unhook The Stars)는 프랑스, 미국에서 제작된 닉 카사베츠 감독의 1996년 영화이다. 감독의 어머니 제나 로우랜즈, 머리사 토메이, 제라드 드빠르디유 등이 주연으로 출연하였고 르네 클레이망 등이 제작에 참여하였다.

## 출연

### 주연
- 제나 로우랜즈
- 마리사 토메이
- 제라르 드빠르디유

### 조연
- 제이크 로이드
- 데이빗 셰릴
- 데이비드 손톤
- 브리짓 윌슨
- 바비 쿠퍼

## 기타
- Line PD: 로니 야코브
- 공동제작: 파노스 니콜라우
- 미술: 페든 파파마이클
- 배역: 매튜 베리

## 개봉
이 영화는 1996년 11월 1일 미국 뉴욕시에서 제한적으로 극장 개봉하였다.